# 海豐三山國王廟
22°42′00″N 120°30′36″E / 22.699864°N 120.510006°E
海豐三山國王廟，是位於臺灣屏東縣屏東市海豐地區的三山國王廟，在元宵節有迎男孫丁的習俗。

## 沿革
廟據傳建於乾隆年間，最初可追溯到乾隆十六年（1751年）來臺的鄭媽球攜帶的廣東省潮州府三山國王祖廟香灰，不久後即雕刻神像建廟奉祀，其具體的設立時間無法確知。建立該廟的鄭姓家族來自惠州府海豐縣，使用閩南語方言，後來透過捐錢給六堆忠義亭以此與六堆結盟。嘉慶十六年（1811年）一份古文書顯示，當時便有林鴻魁、陳文龍、鄭球生三位人士購買鄰莊田地，上有「與海豐莊三山國王廟內為香燈祀典」。在清末地方志中的《鳳山縣采訪冊》只記載該廟由鄭元奎在同治四年（1865）募建。
1920年代，在地方信眾捐款集資下，前後兩殿增建升高，左右廂擴建五尺，歷經十餘年竣工。
九二一大地震廟內腐朽樑柱與匾額震落，管理委員會拆除重建。剪粘選用陳三火的作品。

## 傳說
地方人士傳述，早年海豐的王爺與九如三山國王廟的神像為同一塊木頭雕刻而成，視為兄弟。後來，九如三山國王與麟洛王爺奶奶「神人聯姻」之後，兄弟失和，出現嫌隙，為此幾度大打出手。後來每到廟會，九如王爺乩身起乩時一足會微跛，而海豐王爺乩童所持兵器都會缺損。
學者分析這是因為海豐庄對於九如與麟洛的結盟強烈不滿，因此反應在傳說上。

## 迎男孫丁
為了鼓勵添丁，又臺灣閩南語的「丁」與「燈」音相同，所以此廟在元宵節舉行迎燈遶境。九如三山國王廟、佳冬鄉六根庄三山國王廟元宵節前後也有這類習俗，但舉行時間不同。
海豐境內有在元宵節前一年生男嬰的家庭，在農曆元月初一起會到此廟裡稟告，代表成為王爺公的男孫丁。該年首位出生的男丁即男孫丁之首，在海豐稱為「燈首」。男丁家長要將寫上孩子姓氏的一對燈籠，掛在王爺公神轎上。到了元宵節當天下午，當天由燈首家庭擲筊請示遶境出境時間，再由男丁的家長輪流抬掛滿各家姓氏的燈籠的神轎，隨二王爺出巡遊境。會在燈首的家庭府停駕二至三小時，供信徒朝拜祝禱。
整個迎男孫燈活動從廟裡出巡會經過社區每家戶，就算田中央的單獨一戶也不能錯過，遶境結束至少要一天一夜。在2016年報導，廟方主委鄭龍雄表示，昔日男丁多，限定頭一胎添丁才能「出燈」，後來出生兒越來越少，近十年不再設限。
2016年6月14日，屏東縣政府宣布有9項文化資產通過審議，其中此廟的迎男孫丁以「海豐巡男丁（燈）」之名列為縣定民俗。

## 外部連結
- 海豐三山國王廟的Facebook專頁